# Macrobrachium srilankense
Macrobrachium srilankense är en kräftdjursart som beskrevs av H. H. Costa 1979. Macrobrachium srilankense ingår i släktet Macrobrachium och familjen Palaemonidae. Inga underarter finns listade i Catalogue of Life.